# Extortion (film 2017)
Extortion è un film del 2017 diretto da Phil Volken.

## Trama
Un giovane medico, il dottor Kevin Riley, è in vacanza ai Caraibi con la moglie Julie e il figlio Andy di sei anni. Dopo una piacevole visita a un'isola deserta, la famiglia ha una brutta sorpresa: il motore fuoribordo del motoscafo affittato non riparte. Vani sono tutti i tentativi, e ai tre non resta che chiedere aiuto a qualcuno di passaggio, anche perché, col passare delle ore, il sole forte si fa sentire. Un pescatore, Miguel Kabo, arriva in loro soccorso e si offre di riportarli a terra. Ma in cambio vuole un milione di dollari.
Riley protesta di non possedere una cifra simile. Kabo gli impone di procurarsela in qualche modo, se lui e la sua famiglia vogliono continuare a vivere, e lo costringe  a partire con lui, abbandonando sull'isola moglie e figlio. Una volta sulla terraferma, il medico si ingegna a chiedere prestiti per telefono a vari suoi amici e riesce a racimolare una cifra che Kabo giudica sufficiente. Il malvagio pescatore gli impone di versare i soldi su un conto da lui indicato.
Durante il viaggio di ritorno, Kabo, insieme a un complice, imprigiona Riley in una cabina e lo abbandona in mare. Ma il medico riesce a liberarsi e a farsi trasportare a terra da una nave di passaggio. Qui racconta la brutta avventura alle autorità, supplicandoli di rintracciare Julie e Andy prima che muoiano disidratati. Ma non viene creduto: l'agente Haagen pensa che si sia inventato tutto per sbarazzarsi della moglie e del figlio.
Disperato, Riley cerca in tutti i modi di rintracciare il ricattatore. Ci riesce, per merito di una particolare cicatrice che aveva notato sulla sua mano. Lo va ad affrontare a casa sua. Ne segue una colluttazione durante la quale, incidentalmente, la figlia di Kabo viene ferita a morte da un colpo di arpione. Riley uccide anche Kabo ed è arrestato per omicidio. Ma riesce a fuggire.
Sempre più disperato, mentre girovaga, il medico riconosce su un autobus il complice di Kabo. Questi scende e si dà alla fuga, ma viene investito da un autocarro che lo riduce in fin di vita. Riley gli pone davanti agli occhi una carta geografica della zona e gli chiede di indicare l'isola dove si trova la sua famiglia. Ottenuta questa informazione, Riley corre al vicino porto e ruba una barca a motore per dirigersi a tutta velocità verso l'isola in questione. Qui ritrova Julie e Andy, stremati dal sole e dalla disidratazione. Porta il bambino sulla barca, all'ombra, per farlo riprendere. Poi ritorna sull'isola dove, stremato a sua volta, si accascia accanto alla moglie. Un elicottero della guardia costiera locale, in cerca della barca rubata, li avvista e potrà prestare loro soccorso.